# Kerwyn
Kerwyn de Magiër is een personage uit de Vlaamse stripreeks De Rode Ridder. Hij deed aanvankelijk alleen mee in zijn debuutalbum, Kerwyn de magiër, maar kreeg later een grotere rol in de reeks "de kronieken van Merlijn".
Kerwijn is een tovenaar, en een belangrijke tegenstander van Merlijn, de Rode Ridder en Koning Arthur. Hij is een strijder aan de kant van het kwaad. In het naar hem vernoemde album weet hij jonge Walewyn gevangen te nemen en luist hij Lancelot erin door hem te doen geloven dat hij een duel met hem gaat uitvechten. Lancelot verslaat zijn tegenstander, maar komt erachter dat hij niet Kerwyn maar Walewyn heeft verslagen. Walewyn wordt later door Johan gevonden en begraven. Kerwyn zelf sterft onder het zwaard van Lancelot. 
In de kronieken van Merlijn, die zich afspelen voor "Kerwyn, de Magiër", blijkt Kerwyn de tweelingbroer van Merlijn te zijn, en de leermeester van Bahaal, die toen nog Niemand heette. Deze komt ook voor tussen de albums 175 en 187.